# 莫利尼迪特廖拉
莫利尼迪特廖拉（義大利語：Molini di Triora），是意大利因佩里亚省的一个市镇。总面积58.02平方公里，人口705人，人口密度12.2人/平方公里（2009年）。ISTAT代码为008035。